# Гаврилов, Николай Иванович (химик)
Николай Иванович Гаврилов (1892—1966, Москва) — советский учёный, доктор химических наук, лауреат Сталинской премии.

## Биография
Окончил МГУ и работал там же. Ученик и многолетний сотрудник академика Н. Д. Зелинского.
С 1940-х гг. по 1965 год заведующий лабораторией химии белка кафедры органической химии химического факультета МГУ. Профессор, читал курс «Химия белка».
Сталинская премия 1948 года совместно с Н. Д. Зелинским за многолетние исследования в области химии белка, результаты которых изложены в работе «Современное состояние вопроса о циклической природе связей аминокислот в молекуле белка. Дикетопиперазиновая теория строения» (1947).
Автор учебного пособия «Практические занятия по биологической химии».